# 双窗舞蛛
双窗舞蛛（学名：Alopecosa licenti）为狼蛛科舞蛛属的动物。分布于朝鲜以及中国大陆的山西、河北、山东、甘肃、内蒙古、吉林、四川等地，一般生活于草丛。该物种的模式产地在山西。